# Ислам в Джибути

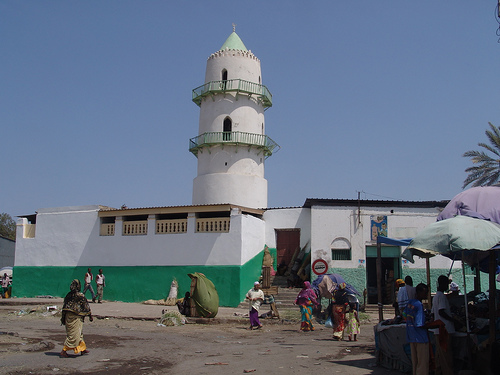
Мечеть в Джибути

Ислам в Джибути имеет давнюю историю и уходит своими корнями ещё во времена правления исламского пророка Мухаммеда.
Сегодня из 490-тысячного населения Джибути 94 % являются мусульманами — обычно суннитами шафиитского мазхаба, и в каждом городе есть мечеть.
После провозглашения независимости от французского правления (1977) правовая система республики, созданная при французской юрисдикции, оказалась под сильным воздействием шариата и исламского религиозного права. Хотя Конституция гарантирует свободу совести, но провозглашает ислам государственной религией, а немусульманам запрещён прозелитизм. Поскольку ислам принесён в Джибути непосредственно арабскими купцами, а арабский язык является одним из государственных языков, страна является членом не только Организации исламского сотрудничества, но и Лиги арабских стран.